# Татарская узорная кожа
Тата́рская узо́рная ко́жа или ко́жаная моза́ика — татарский народный промысел, получивший развитие в Казани и окрестных деревнях в XIX веке. Изначально в технике узорного соединения разноцветных кожаных деталей шили национальные сапоги ичиги, в позднейшие времена в этой технике изготавливают диванные подушки, кисеты для табака, переплёты, декоративные коврики, настенные панно. В начале XXI века промысел активно восстанавливается.

## История
Наиболее ранние сохранившиеся узорные татарские сапоги (ичиги) относятся к концу XVIII — началу XIX века. Однако в исторических документах можно найти описания узорной обуви, которые позволяют отнести этот промысел к более ранней эпохе. Узорная обувь являлась важной часть экспорта Казанского ханства, и в первую очередь она вывозилась на территорию Московского государства.
В первой половине XV века выходцы из Золотой Орды основали в Москве кожевническую слободу, где изготавливали узорную обувь, ставшую популярной у московской знати. С этого периода узорная обувь входит в моду и становится неотъемлемой частью русского костюма.

В книге «Очерк домашней жизни и нравов великорусского народа в XVI и XVII столетиях» историк Н. И. Костомаров писал:
Это были сафьяновые чулки, они разделяли на два вида: полные, достигавшие до колен, и полуполные… Ичетыги (то есть ичиги) были всегда цветные, чаще красные или жёлтые, иногда зелёные и голубые, лазоревые, белые, телесного цвета; они расшивались золотом, особенно в верхних частях на голенищах, с изображениями единорогов, листьев, цветов и унизывались жемчугом.
До XIX века изготовление ичигов была преимущественно домашним ремеслом, которым занимались в татарских деревнях. С 1840 годов изделия из узорной кожи начинают производить на мануфактурах. Центром промысла являлась Казань — там существовало около 30 производств. Наиболее крупными были фабрики купцов Абдуллина и Файзуллина. К началу XX века ичижным промыслом занимались несколько десятков тысяч человек; в совокупности производилось до трёх миллионов пар мозаичной обуви в год. Ичиги получили серебряную медаль на Казанской выставке в 1880 году, бронзовую медаль на Всероссийской выставке в Москве в 1882 году, серебряную медаль на Всемирной выставке в Париже в 1889 году.
С началом Первой Мировой войны производство узорной обуви сократилось; его пытались возродить после революции, но производственные возможности уменьшились в 10 раз — от трёх миллионов до 300 тысяч пар. Основная часть шла на экспорт во Францию, Германию, Бельгию, Италию. После Великой Отечественной войны промысел снова пришёл в упадок.
В 1960 годах с помощью НИИ художественной промышленности промысел возрождали на базе Арской фабрики национальной обуви — единственном оставшемся производстве. Модели, разработанные совместно мастерами фабрики и профессиональными художниками, получили золотую медаль на выставке-ярмарке в Лейпциге в 1980 году. В 1990 году на фабрике было изготовлено 1 миллион 200 тысяч пар изделий; они были признаны изделиями народных промыслов на всесоюзном уровне. После распада СССР новые власти закрыли фабрику.
В 1970 годах французский кутюрье Ив Сен Лоран создал коллекцию обуви «в русском стиле», в которой прослеживались особенности татарских узорных сапог: фигурная нашивка на носок и подъём сапога, задник и верх голенища контрастного цвета, декоративные строчки.
На начало XXI века ремесло переживает период подъёма. Искусству кожаной мозаики обучают на кафедре декоративно-прикладного искусства Казанского университета культуры и искусств, в Казанском художественном училище им. Н. И. Фешина. Открываются новые мастерские по изготовлению узорных кожаных изделий, проводятся выставки, посвящённые этому виду творчества. Как и в старину, узорные детали изделий сшиваются вручную.

## Художественные особенности
В качестве материала для изготовления изделий в технике кожаной мозаики использовали тонкий и мягкий сафьян, который получали из кожи коз, овец и телят, и более жёсткую юфть, которую выделывали из бычьей кожи. Кожу окрашивали в разные цвета. Процесс изготовления сапог делился на операции: мужчины выполняли более сложные функции выкройки деталей и пришивания подошвы, женщины сшивали между собой детали узора.
Мастер-закройщик складывал кожу разных цветов в несколько слоёв и по специальным орнаментальным трафаретам вырезал детали. Затем детали складывались и сшивались встык, образуя сложные узоры. Орнаменты были основаны на растительных мотивах. Шов выполнялся двумя нитями — тачной и вышивальной. Тачная обеспечивала прочность стыка, вышивальная украшала шов, скрывая соединение — создавалось впечатление цельного полотна. Вышивальные нити могли быть золотыми, серебряными, шёлковыми или хлопковыми разноцветными. Такой шов, обладающий высокими декоративными свойствами, сохранился только в татарской кожаной мозаике.

## Музеи
- Российский этнографический музей, г. Санкт-Петербург;
- Государственный Исторический музей, г. Москва;
- Национальный музей Республики Татарстан;
- Государственный музей изобразительных искусств Республики Татарстан;
- Этнографический музей Казанского университета;
- Всероссийский музей декоративного искусства, г. Москва;
- Краеведческий музей, г. Касимов;
- Историко-этнографический музей, г. Торжок;
- Историко-художественный музей-заповедник, г. Сергиев Посад;
- Музей кожи, г. Оффенбах;
- Музей этнографии, г. Анкара.